# Evangelische Kirche Achenbach

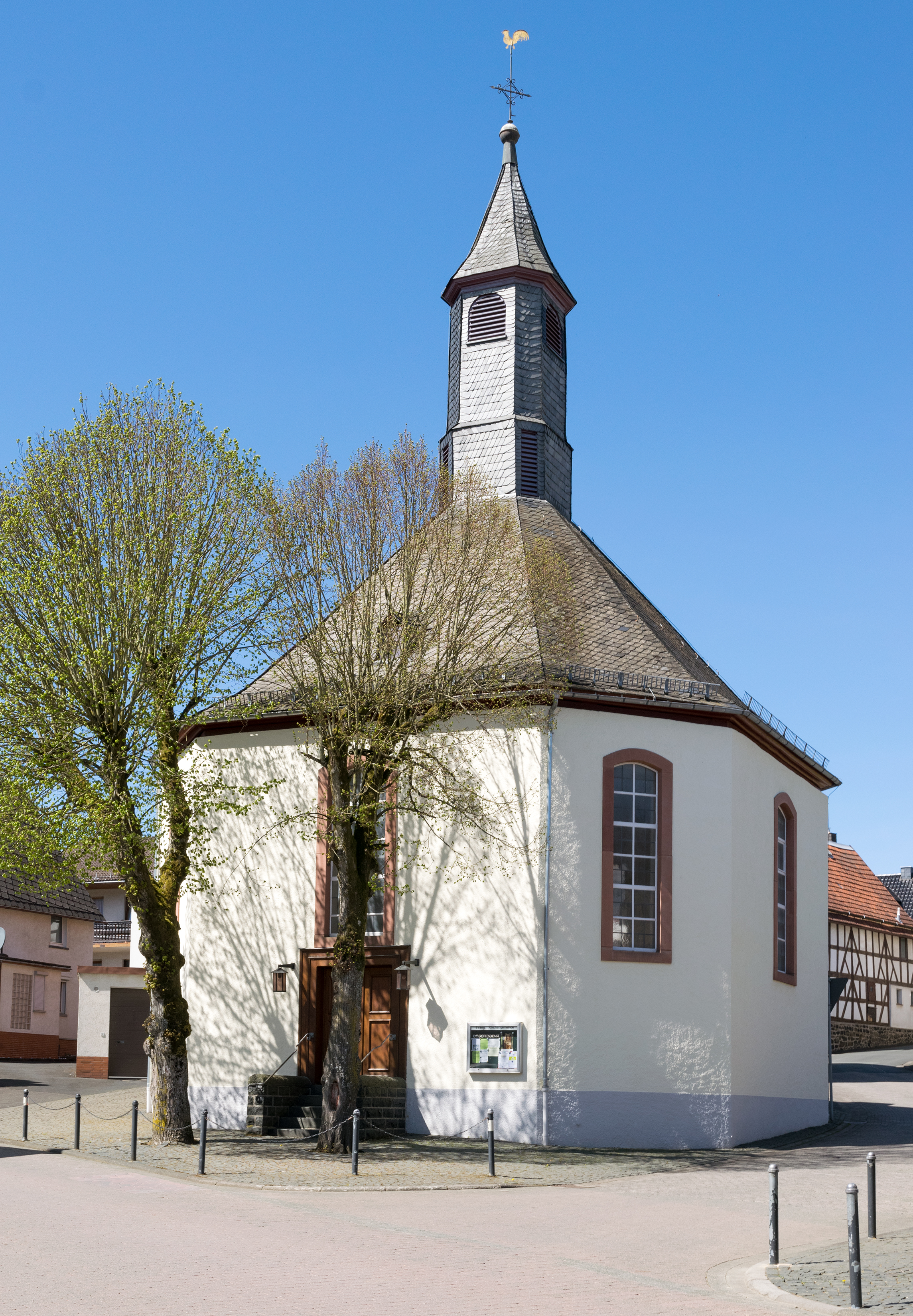
Evangelische Kirche Achenbach

Die evangelische Kirche Achenbach ist ein Kirchengebäude in Achenbach im Hessischen Hinterland. Sie ist als denkmalgeschütztes Werk in der Liste der Kulturdenkmäler in Breidenbach verzeichnet.
Die Kirche wurde zwischen 1764 und 1769 errichtet. Sie ist auf einem quadratischen Grundriss mit etwa zehn Metern Kantenlänge. Die Ecken der Fläche sind abgeschrägt errichtet worden. Über dem Zeltdach befindet sich ein beschieferter Mittelturm mit den Glocken.
Sie gehört zur Kirchengemeinde Oberdieten im Dekanat Biedenkopf-Gladenbach in der Propstei Nord-Nassau der Evangelischen Kirche in Hessen und Nassau.